# Jack Fleck
Jack Donald Fleck (ur. 7 listopada 1921 w Bettendorf, zm. 21 marca 2014 w Fort Smith) – amerykański profesjonalny golfista. Najbardziej znany z wygranej w mistrzostwach znanych jako U.S. Open w 1955 roku, gdzie pokonał swojego rywala Bena Hogana. Dożył 92 lat, stając się najstarszym żyjącym wtedy zwycięzcą U.S. Open.

## Wczesne lata
Urodził się w Bettendorf w stanie Iowa i w tych okolicach dorastał. Jego rodzice byli niezamożnymi farmerami, którzy stracili swoje ziemie w latach 20. Uczęszczał do szkoły średniej oddalonej o około 11 km od swojego rodzinnego domu w Davenport (Davenport High School). Tam też zaczął swoją życiową przygodę z golfem, grając w tamtejszej drużynie golfowej. Następnie w połowie lat 30., został pomocnikiem tzw. caddy'm lokalnego dentysty. Zawodową grą zajął się od roku 1939, gdzie pracował jako profesjonalny asystent (Assistant Golf Professional) w klubie golfowym w Des Moines za 5$ na tydzień przed II. wojną światową. Podczas światowego konfliktu w roku 1942 dołączył do armii służąc w marynarce wojennej Stanów Zjednoczonych jako kwatermistrz. Uczestniczył w operacji Neptun, inwazji desantowej z brytyjskiego okrętu rakietowego na plaży Utah w Normandii. W ciągu dwóch tygodni po odejściu ze służby Jack wystartował w zimowych mistrzostwach PGA Championship, czyli jednym z czterech największych turniejów golfowych mężczyzn tuż obok U.S. Open, The Open Championship oraz The Masters Tournament.

## Kariera
Po kilku latach uczestniczenia w lokalnych zawodach oraz w wydarzeniach PGA Tour, Fleck zdecydował się grać na pełny etat tylko w wydarzeniach pokroju PGA Tour. W niecałe sześć miesięcy zdobył swoją pierwszą nagrodę w jednym z najważniejszych mistrzostw dla mężczyzn podczas U.S. Open w 1955 roku, które miało miejsce w San Francisco. Podczas 18-dołkowej dogrywki wyprzedził swojego rywala Bena Hogana trzema uderzeniami, zapewniając sobie tym samym zwycięstwo. W mistrzostwach U.S. Open deficytem dziewięciu uderzeń wpisał się na listę rekordów tych zawodów pokonując Tommy’ego Bolta. W październiku 1956 roku Fleck przeniósł się do Detroit, gdzie został głową klubu golfowego Rochester.
W lutym 1960 roku wygrywa kolejne zawody na tournée Phoenix Open. Następnego roku zostaje po raz trzeci i ostatni zwycięzcą The Bakersfield Open. Następne lata nie przyniosły już wygranych, jednak w roku 1962 na mistrzostwach PGA znajduje się w pierwszej dziesiątce. Po śmierci żony Lynn zakwalifikował się do US Open w 1977 roku w wieku 55 lat, niestety złe wyniki dyskwalifikują go.
W lutym 1979 roku w dogrywce wygrywa mistrzostwa PGA seniorów, zanim jeszcze utworzono je oficjalnie. Został uhonorowany w projekcie The Iowa Golf Hall of Fame utworzonym przez tamtejsze zrzeszenie golfistów.
W 1993 roku Jacka Flecka spotyka nieszczęście, zalewa pola golfowe znajdujące się w jego posiadaniu na terenie Arkansas. Aby je uratować zmuszony jest sprzedać swój złoty medal z mistrzostw U.S. Open z 1955 roku. Żył wraz ze swoją małżonką Carmen w Fort Smith w stanie Arkansas.

## Życie prywatne
Pierwszą żoną Flecka została Lynn Burnsdale z Chicago. Poznali się w Davenport, po sześciu tygodniach znajomości wzięli ślub. Lynn urodziła mu jedynego syna, którego nazwali imieniem po sławnym golfiście Craigu Woodzie, zwycięzcy mistrzostw The U.S. Masters oraz U.S. Open z roku 1941. Żona Flecka aktywnie wspierała go w jego pasji, zachęcając go do udziału w różnych zawodach. Zmarła śmiercią samobójczą w roku 1975. Ożenił się powtórnie w roku 2001 z Carmen, z którą spędził resztę swojego życia. Zmarł 21 marca 2014 roku w wieku 92 lat.

## Wygrane podczas kariery zawodowej

### Wygrane PGA Tour
| Nr | Data                         | Zawody                    | Punkty zwycięstwa | Par | Wygrane z    |
| -- | ---------------------------- | ------------------------- | ----------------- | --- | ------------ |
| 1  | 19 kwietnia 1955             | U.S. Open                 | 76-69-75-67=287   | +3  | Ben Hogan    |
| 2  | 15 lutego 1960 PGA Tour      | Phoenix Open Invitational | 68-68-71-66=273   | −11 | Bill Collins |
| 3  | 1 października 1961 PGA Tour | Bakersfield Open          | 71-71-69-65=276   | −12 | Bob Rosburg  |

Rekordy PGA Tour
| Nr | Rok  | Zawody                           | Przeciwnik                  | Wynik |
| -- | ---- | -------------------------------- | --------------------------- | --- |
| 1  | 1955 | U.S. Open                        | Ben Hogan                   | Wygrana na 18 dołkach (Fleck:69, Hogan:72)                                                                          |
| 2  | 1960 | Phoenix Open Invitational        | Bill Collins                | Wygrana na 18 dołkach (Fleck:68, Collins:71)                                                                        |
| 3  | 1960 | St. Petersburg Open Invitational | George Bayer                | Przegrana przez birdie na pierwszym dodatkowym dołku na rzecz przeciwnika                                           |
| 4  | 1960 | Insurance City Open              | Bill Collins, Arnold Palmer | Palmer wygrał przez birdie na trzecim dodatkowym dołku Collins został wyeliminowany przez birdie na pierwszym dołku |
| 5  | 1961 | Bakersfield Open                 | Bob Rosburg                 | Wygrał przez birdie na pierwszym dodatkowym dołku                                                                   |

### Inne wygrane
- 1952 RGCC Shelden Invitational
- 1954 RGCC Shelden Invitational
- 1964 Illinois PGA Championship
- 1965 Illinois Open Championship

### Wygrane w mistrzostwach seniorów
- 1979 Mistrzostwa seniorów PGA
- 1995 Liberty Mutual Legends of Golf

### Oś czasu
| Tournament         | 1950 | 1951 | 1952 | 1953 | 1954 | 1955 | 1956 | 1957 | 1958 | 1959 |
| ------------------ | ---- | ---- | ---- | ---- | ---- | ---- | ---- | ---- | ---- | ---- |
| Masters Tournament | NBU  | NBU  | NBU  | NBU  | NBU  | NBU  | P43  | P26  | P39  | P18  |
| U.S. Open          | CUT  | NBU  | NBU  | P52  | NBU  | 1    | CUT  | P26  | CUT  | P19  |
| PGA Championship   | NBU  | NBU  | NBU  | P64  | NBU  | P16  | P32  | P64  | WS   | NBU  |

| Tournament                                  | 1960 | 1961 | 1962 | 1963 | 1964 | 1965 | 1966 | 1967 | 1968 | 1969 |
| ------------------------------------------- | ---- | ---- | ---- | ---- | ---- | ---- | ---- | ---- | ---- | ---- |
| Masters Tournament (golf)Masters Tournament | P34  | WS   | P11  | 42   | CUT  | Z    | NBU  | NBU  | NBU  | NBU  |
| U.S. Open                                   | P3   | P27  | NBU  | CUT  | NBU  | NBU  | CUT  | CUT  | NBU  | NBU  |
| PGA Championship                            | CUT  | P19  | P7   | WS   | NBU  | P20  | P49  | NBU  | NBU  | NBU  |

| Tournament         | 1970 | 1971 | 1972 | 1973 | 1974 | 1975 | 1976 | 1977 |
| ------------------ | ---- | ---- | ---- | ---- | ---- | ---- | ---- | ---- |
| Masters Tournament | NBU  | NBU  | NBU  | NBU  | NBU  | NBU  | NBU  | NBU  |
| U.S. Open          | NBU  | NBU  | NBU  | NBU  | NBU  | NBU  | NBU  | CUT  |
| PGA Championship   | NBU  | NBU  | NBU  | NBU  | NBU  | NBU  | NBU  | NBU  |

NBU = Nie brał udziału

WS = Wycofał się

Z = Zdyskwalifikowany

CUT = Ze względu na niewystarczającą ilość punktów nie grał dalej (tzw. miss the cut)

"R" Remis

P64, P32, P16, PK = Rundy, w których zawodnik przegrał w mistrzostwach PGA

PK = Przegrana w kwalifikacjach

Zielone tło oznacza wygrane. Przez żółte tło rozumiemy znalezienie się w pierwszej 10.

### Podsumowanie
| Zawody                | Wygrane | 2. miejsce | 3. miejsce | Pierwsza 5-tka | Pierwsza 10-tka | Pierwsza 25-tka | Liczba wystąpień |
| --------------------- | ------- | ---------- | ---------- | -------------- | --------------- | --------------- | ---------------- |
| Masters Tournament    | 0       | 0          | 0          | 0              | 0               | 2               | 10               |
| U.S. Open             | 1       | 0          | 1          | 2              | 2               | 3               | 13               |
| The Open Championship | 0       | 0          | 0          | 0              | 0               | 0               | 0                |
| PGA Championship      | 0       | 0          | 0          | 0              | 2               | 5               | 11               |
| Suma                  | 1       | 0          | 1          | 2              | 4               | 10              | 34               |